# Bieńkówka (Budzów)
Bieńkówka ist eine Ortschaft mit einem Schulzenamt der Gemeinde Budzów im Powiat Suski der Woiwodschaft Kleinpolen in Polen.

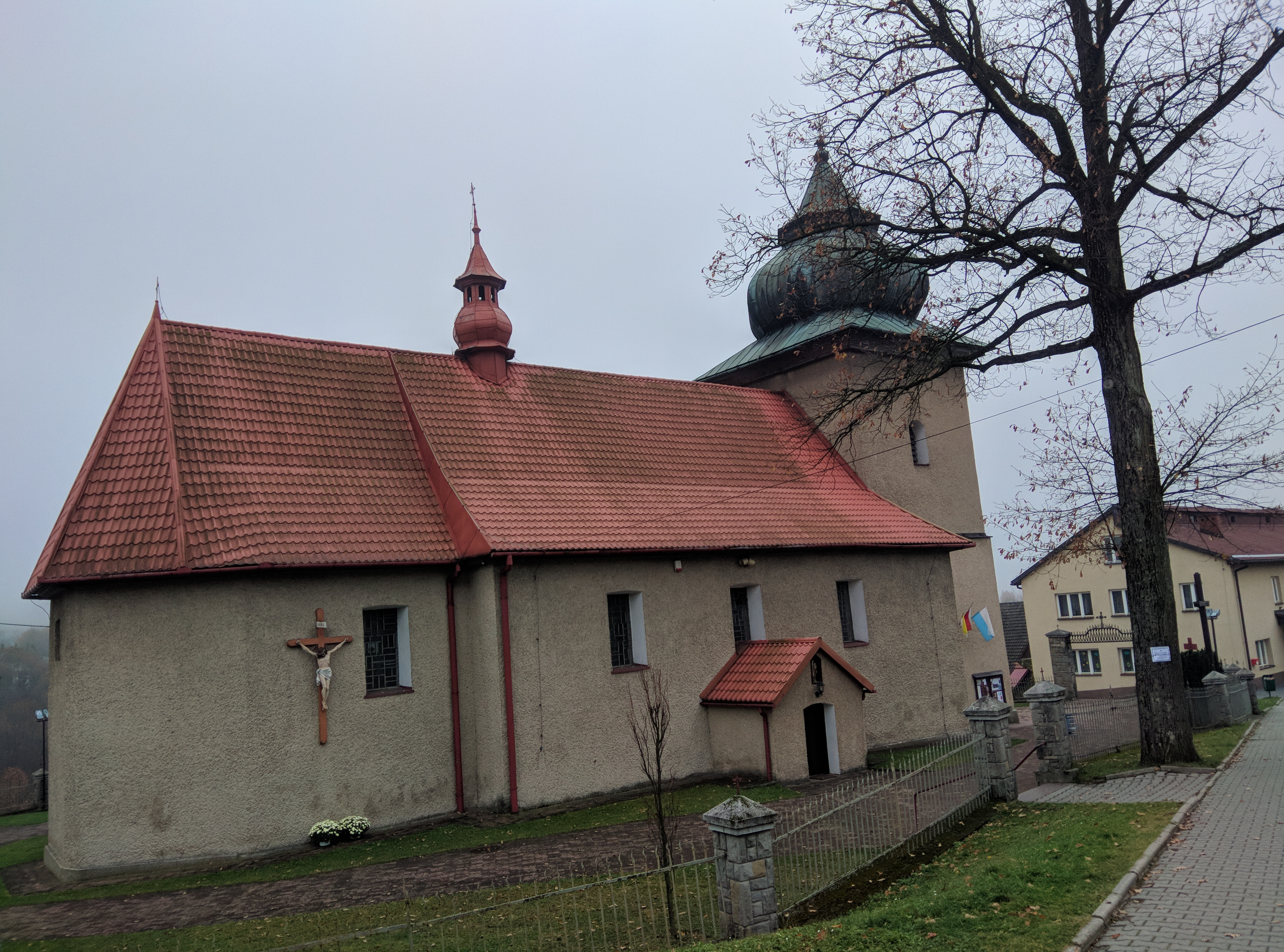
Ortskirche

## Geographie
Der Ort liegt am Bach Skorutówka (örtlich Jachówka benannt), einem linken Zufluss der Paleczka im Zuflussgebiet der Skawa, in der Mitte der Makower Beskiden, zwischen dem Babica-Kamm (728 m) im Norden und dem Koskowa-Góra-Kamm (866 m) im Süden. Die Nachbarorte sind Baczyn im Nordwesten, Harbutowice im Nordosten, Trzebunia im Osten, Żarnówka und Bogdanówka im Süden, sowie Jachówka im Westen.

## Geschichte
Im Jahr 1410 gehörte es mit 15 anderen Dörfern zur Starostei mit dem Sitz in der Burg Lanckorona, aber das Dorf Bienykowka wurde erst im Jahr 1443 erstmals urkundlich erwähnt. Der diminutive besitzanzeigende Name Bieńkówka ist vom Personennamen Bieniek (Verkleinerungsform von Benedikt oder Beniamin) abgeleitet. Im späten 15. oder frühen 16. Jahrhundert wurden einige Rodungsweilern Walachen gegründet.
Bei der Ersten Teilung Polens wurde das Dorf 1772 Teil des neuen Königreichs Galizien und Lodomerien des habsburgischen Kaiserreichs (ab 1804). Ab 1782 gehörte es dem Myslenicer Kreis (1819 mit dem Sitz in Wadowice). Nach der Aufhebung der Patrimonialherrschaften bildete es nach 1850 eine Gemeinde im Bezirk Wadowice. 1797 wurde die vier Jahre zuvor gebaute Kirche zum Sitz einer Pfarrei.
1918, nach dem Ende des Ersten Weltkriegs und dem Zusammenbruch der k.u.k. Monarchie, wurde Bieńkówka, mit Ausnahme der Zeit der Besetzung Polens durch die Wehrmacht im Zweiten Weltkrieg, Teil Polens. Es gehörte dann zum Distrikt Krakau des Generalgouvernements.
Von 1975 bis 1998 gehörte Bieńkówka zur Woiwodschaft Bielsko-Biała.